# Sanfang qixiang
Sanfang Qixiang (chinois : 三坊七巷 ; pinyin : sān fāng qī xiàng; Foochow romanisé: Săng-huŏng-chék-háe̤ng (langue mindong)) est un quartier ancien de la ville de Fuzhou, capitale de la province du Fujian, au Sud-Est de la république populaire de Chine.
C'est aujourd'hui toujours un quartier d'habitation, comportant différentes demeures visitables, devenus musées, mais également un quartier très commerçant comportant restaurants et boutiques de spécialités locales.

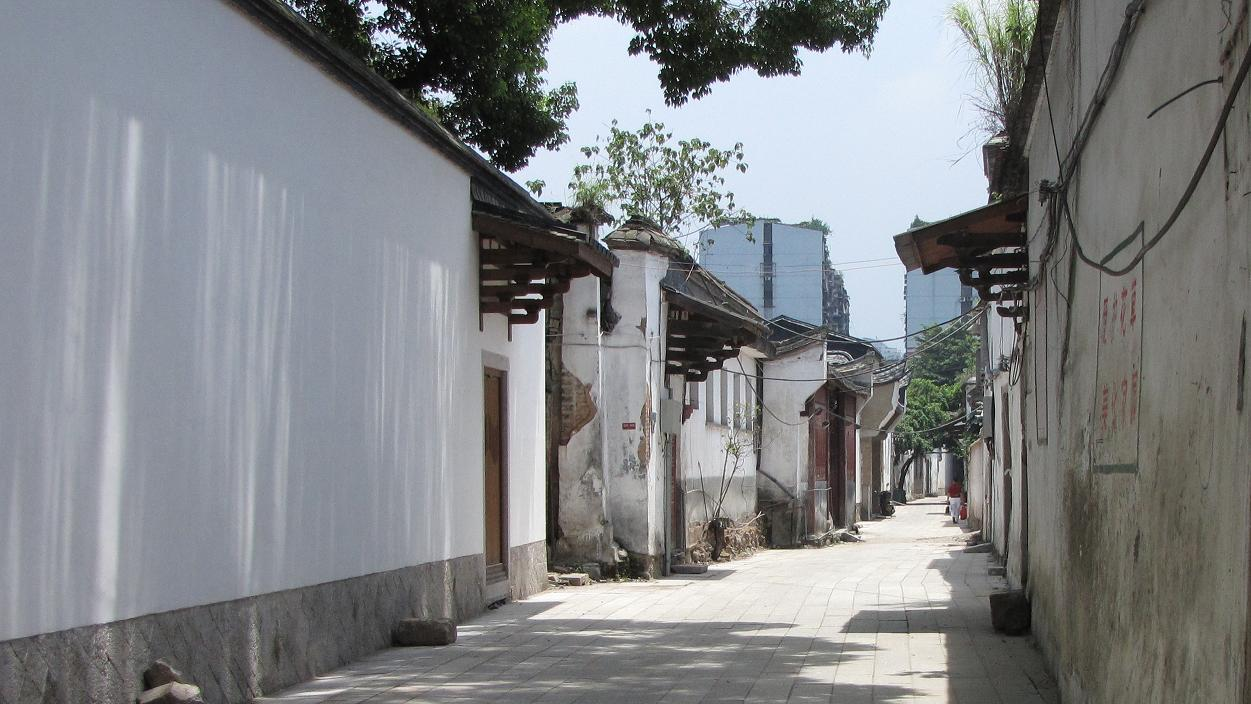
ruelle
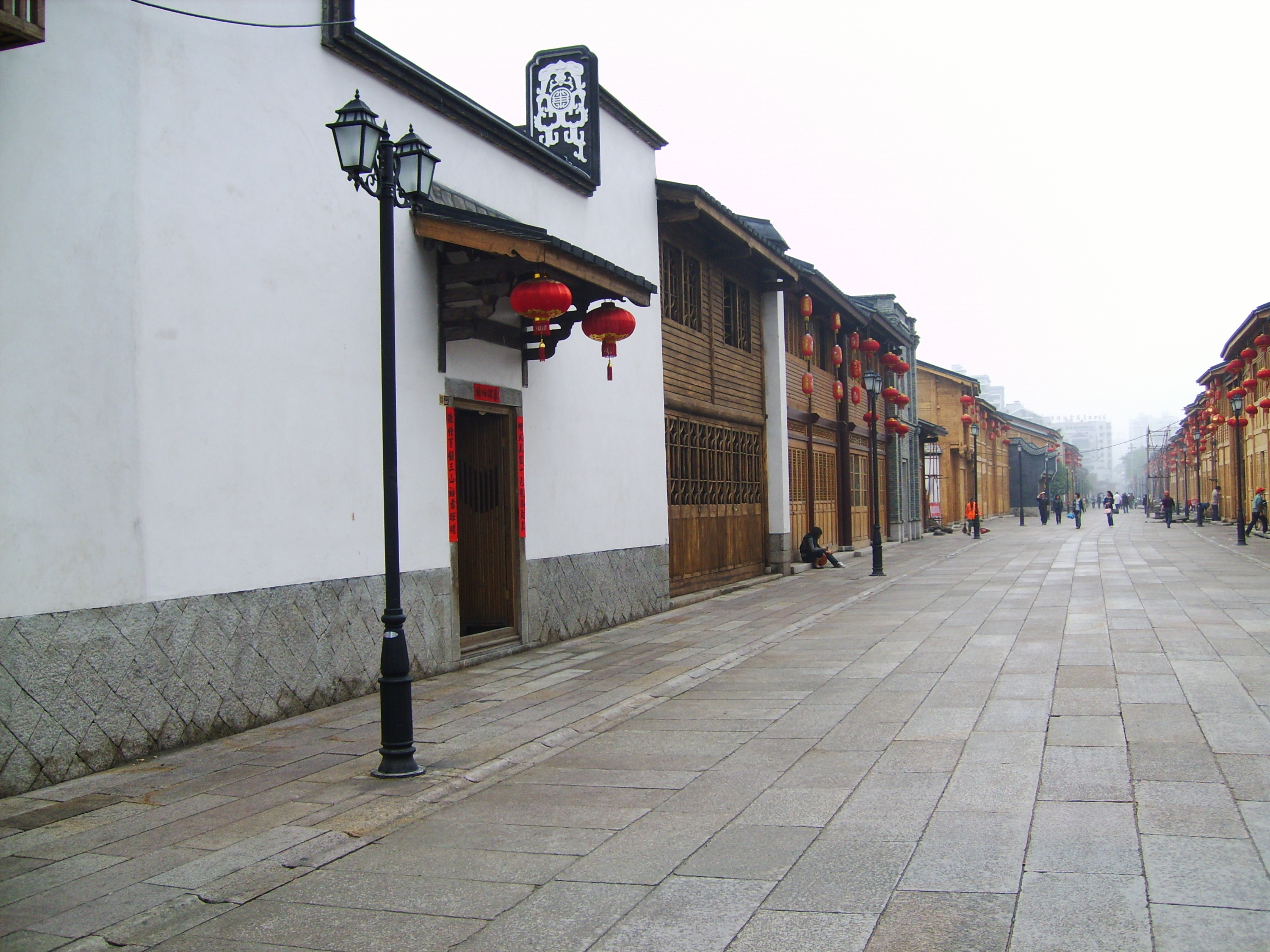
ruelle
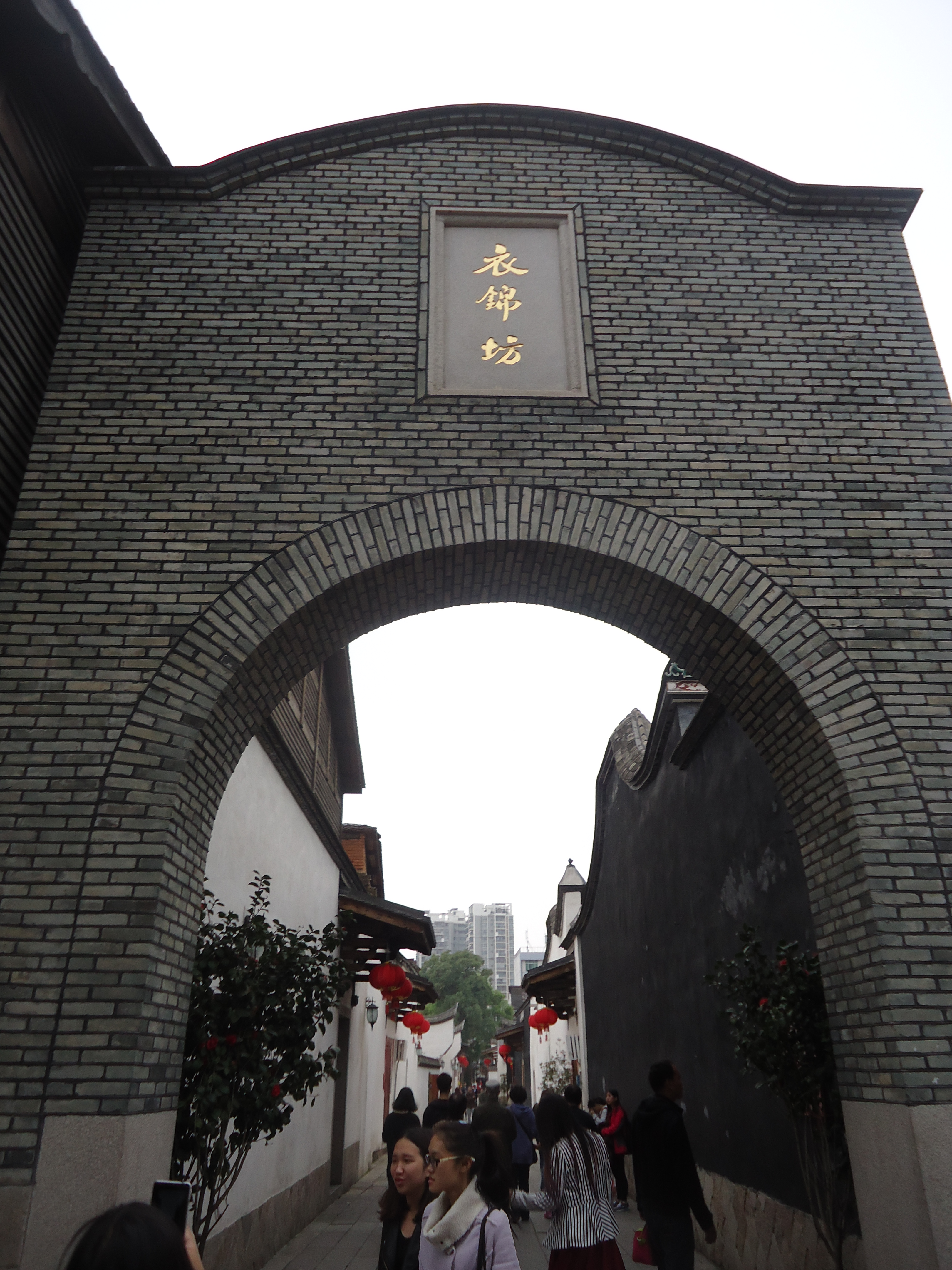
Une des portes du quartier
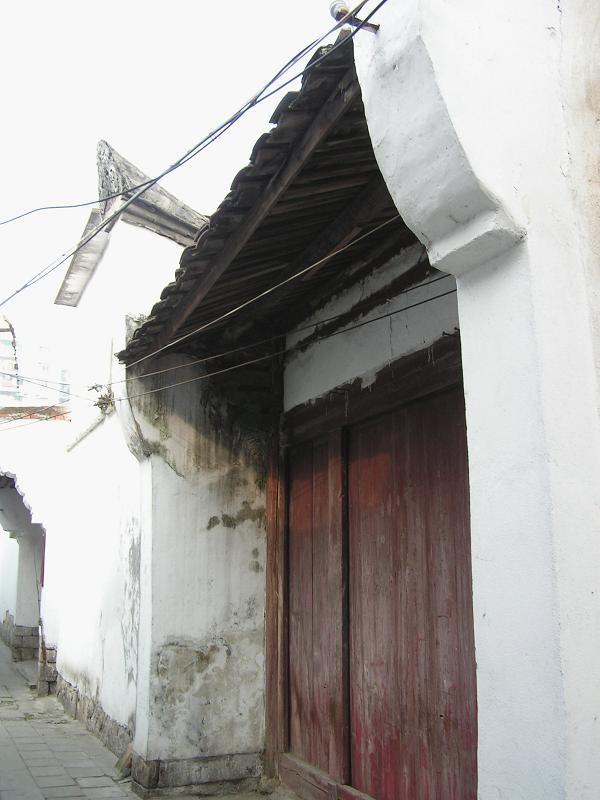
porte d'une demeure
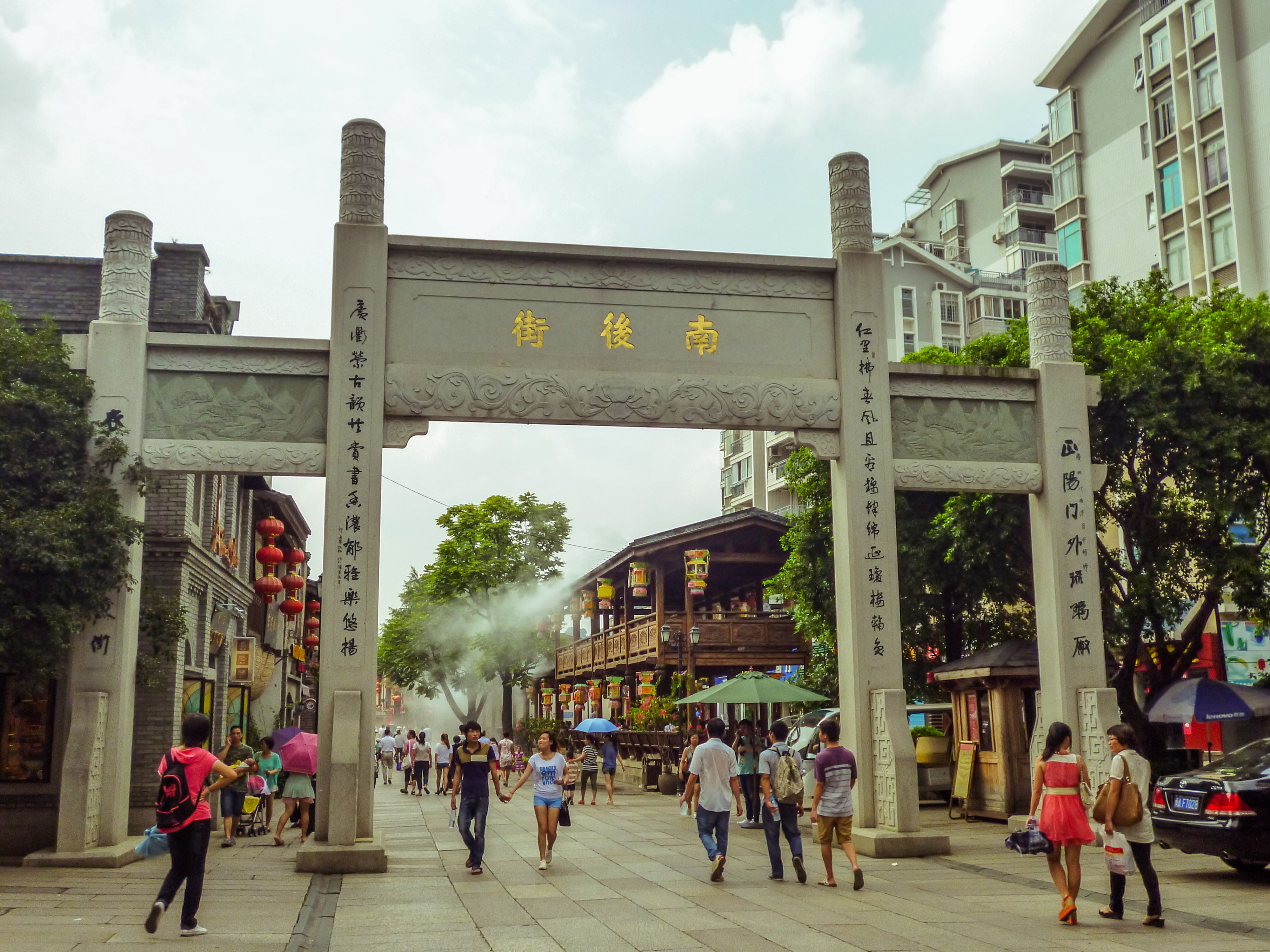
Paifang de la rue Nanhou
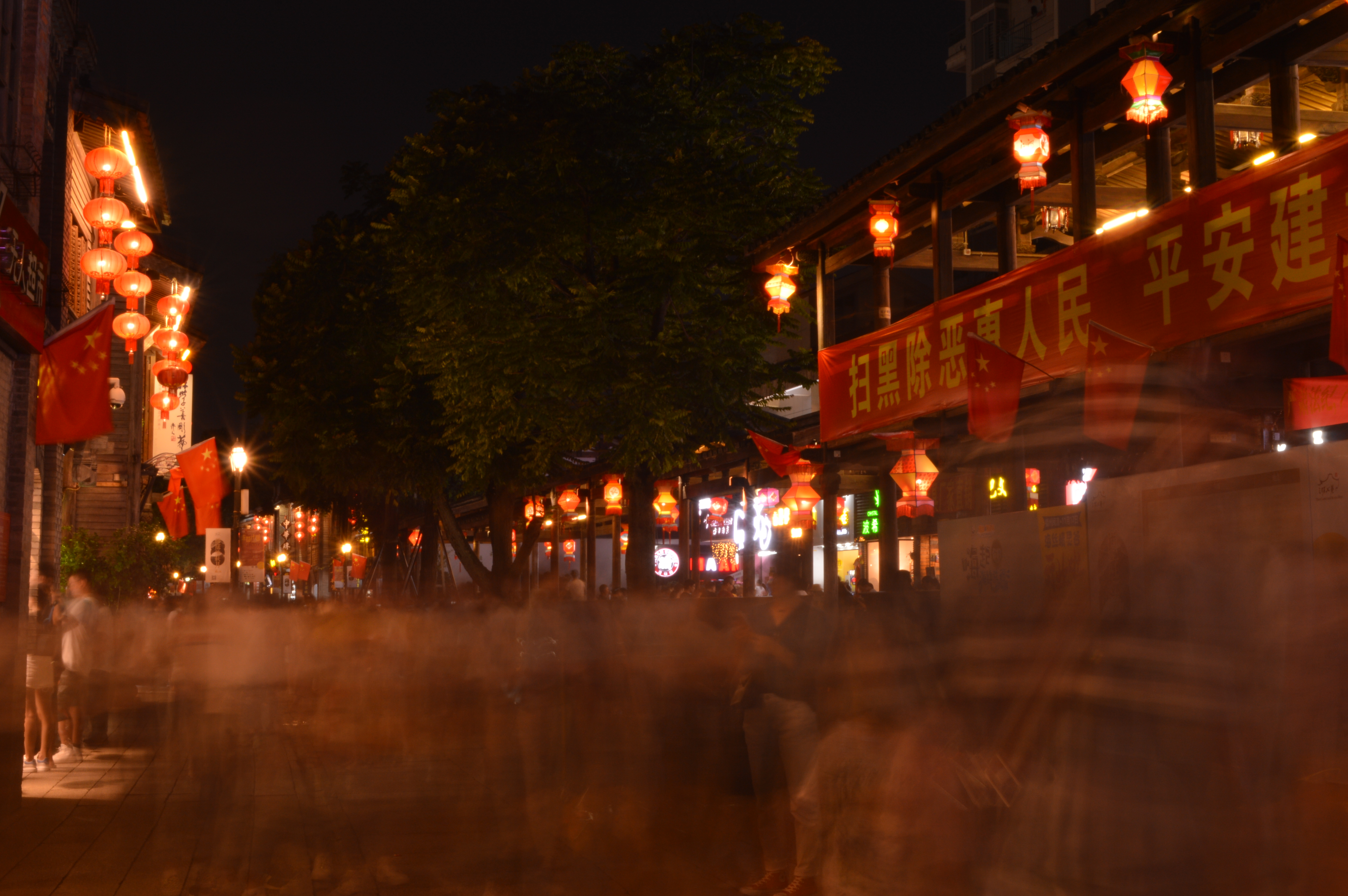
rue Nanhou la nuit
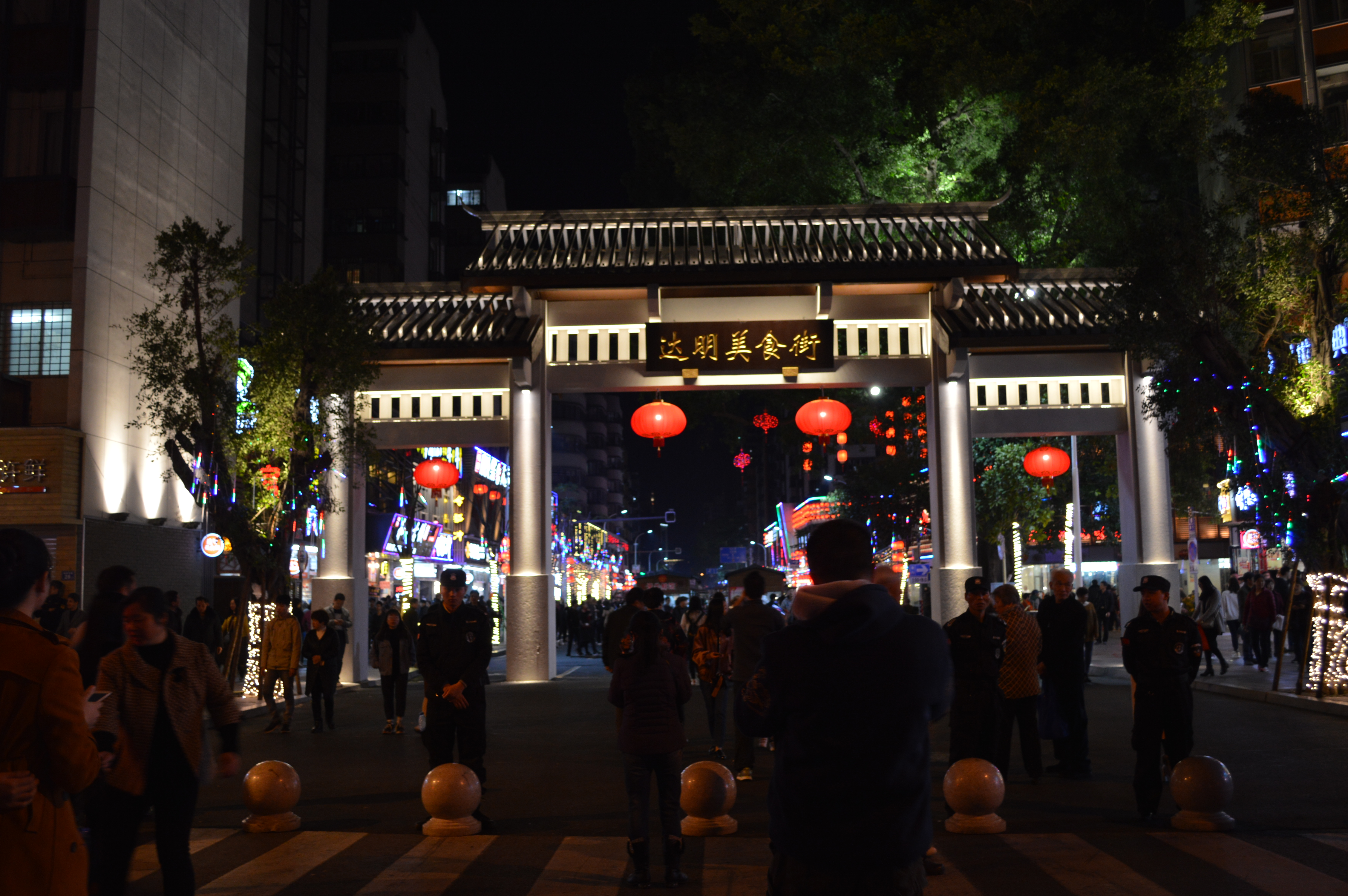
Paifang de la rue Meishi